# Anza (företag)
Anza är ett varumärke för penslar och andra måleriverktyg som tillverkas främst i Bankeryd i Jönköpings kommun av Orkla House Care AB, ett företag i Orkla-gruppen. Det var tidigare ett självständigt företag, men sedan 2012 ägs varumärket av Orkla. Fabriken i Bankeryd tillverkar penslar och rollers samt säljer vidare bl.a. målarkläder, spacklar, förlängningsskaft och tejp. 
Orkla House Care AB tillverkar cirka 95% [källa behövs]av alla Sveriges penslar och  fabriken  är en av Bankeryds största. Företaget har cirka 140 anställda i Sverige och har även en fabrik i Kina. Orkla House Care AB omsätter cirka 500 miljoner kronor. Företagets marknad är hela Europa, men främst Skandinavien
År 1946 startades Anza penseltillverkning i Bankeryd av familjen Damberg. Penslarna tillverkades då för hand, men numera är nästan alla gjorda av maskiner. Företaget har gjort viktiga förbättringar för målare, då de till exempel uppfann förlängningsskaftet och burkhållaren (en liten krok som gör att man kan fästa penseln i målarburken).